# Giovanni Battista Carron
Giovanni Battista Carron (Marostica, 1º aprile 1910 – Padova, 7 aprile 1991) è stato un politico e partigiano italiano.

## Biografia
Nato a Marostica in provincia di Vicenza, figlio di un imprenditore locale attivo nella produzione di cappelli di paglia e seta, con fabbrica sul cortile al lato est della Chiesa dei Carmini. La famiglia era numerosa, il fratello minore Luigi Carron, divenne un famoso artista producendo diverse opere tuttora visibili in molti punti della città di Marostica. Nipote del primo costruttore della piazza di Marostica e cognato di Francesco Spaliviero che fu nel gruppo degli ideatori della celebre partita a scacchi.
Successivamente all'arrivo del fascismo la fabbrica del padre iniziò ad entrare in grosse difficoltà finanziarie in quanto la famiglia era fortemente antifascista e gli ordini e la corrispondenza a loro indirizzati venivano bloccati.
All'entrata in guerra partecipò alla campagna di Russia come ufficiale. In uno stadio di quasi congelamento fu trasportato con la slitta dai suoi soldati per molti chilometri nell'inverno russo fino ad essere caricato sul treno che andava verso Varsavia. Raccontava che dal treno subito dietro di lui vedeva gli italiani far saltare le rotaie per tagliare le vie di accesso ai russi. Nessuno dei soldati che erano con lui fece più ritorno a casa. La sorella Lisetta che lo andò a trovare in ospedale al suo rientro raccontò di aver visto gli stivali con i quali erano andati in Russia e che fossero di cartone. Anche molti anno dopo la guerra si svegliava di notte urlando "arrivano i russi" nel sonno.
Ripresosi dai traumi della campagna in Russia tornò brevemente ad insegnare al liceo. All'avvio della guerra partigiana, lesse in assemblea davanti ai suoi studenti il manifesto della Giovine Italia di Mazzini prima di andarsene a raggiungere i partigiani. Fu rapidamente promosso a capo delle brigate Osoppo del Friuli dove fu raggiunto da molti dei suoi studenti. L'ultimo giorno di guerra fu raggiunto in auto da un colpo di pistolaal ginocchio che lo lasciò zoppo per il resto della vita. Come comandante fu coinvolto nelle negoziazioni per la liberazione del Friuli dai tedeschi e gesti' alcuni contatti esplorativi con i partigiani di Tito in Jugoslavia, dove però i partigiani italiani inviati furono brutalmente uccisi dagli uomini di Tito.
Eletto nel collegio di Udine entrò in Parlamento nelle liste della DC nel 1948 fino al 1953. Successivamente tornò come insegnante e successivamente come preside di diversi licei del Veneto tra cui quello di Mestre ed infine quello di Castelfranco Veneto.
In una delle commemorazioni del 25 aprile, davanti agli studenti nel pieno della rivolta del sessantotto lesse una lettera a lui scritta dal comandante delle forze tedesche del Friuli. La lettera raccontava la fucilazione avvenuta del suo vice comandante partigiano ad opera dei tedeschi, che il comandante tedesco aveva fatto tutto il possibile per evitare in quanto era ormai legato da un rapporto di profonda amicizia con il partigiano. La notte prima della fucilazione il vice comandante partigiano rassicuro' l'amico tedesco che la loro amicizia sarebbe rimasta intatta nonostante questo. Il giorno dopo non avendo le forze e il coraggio di dare l'ordine ai suoi uomini di sparare, il vice comandante partigiano ordino direttamente ai tedeschi di sparare per salvare la dignità dell'amico. Questa storia lasciò e segnò molti dei presenti a quella commemorazione sul senso profondo delle vicende belliche.
Russia.